# Тобилевич, София Витальевна
София (Зося) Витальевна Тобилевич (урождённая Дитковская; 1860—1953) — русская и украинская актриса и мемуаристка.

## Биография
Родилась 3 (15) октября 1860 года в селе Новоселица Российской империи, ныне Жмеринского района Винницкой области Украины, в шляхетской семье. Отец — Виталий Дитковский, мать — Анели Сераковская. Рано осталась сиротой, воспитывалась отчимом Юзефом Пилецким. Племянница Сгизмунда Сераковского.
Начальное образование получила дома, выучив немецкий и французский языки. 1882 году София переехала в Киев, где работала гувернанткой.

### Театральная деятельность
В 1880—1883 годах она пела в хоре Н. Лысенко. Позже стала членом труппы М. Старицкого как хористка и актриса. В 1890—1907 годах работала в труппе П. К. Саксаганского, в 1908—1916 годах — в театре Н. Садовского в Киеве, после Октябрьской революции — в Новом драматическом театре им. И. Франко (1920—1921 годы). В 1926—1930 годах София Тобилевич гастролировала вместе с Н. Садовским и П. Саксаганским по разным периферийным театрам. В 1935 году ушла со сцены.

### Литературная деятельность

Могила Софии и Марии Тобилевич

Занималась собиранием фольклорных материалов, побывала в соответствующих поездках по Украине, в которых собирала народные материалы: песни, предания, пословицы и поговорки. Увлекшись украинским народным творчеством, освоила музыкальную грамоту, сделала фольклорные записи на Подолье, Волыни, Черниговщине, Полтавщине, Херсонщине и в Галичине.
В 1883 году вышла замуж за И. К. Тобилевича. В 1884—1885 годах жила с ним в Новочеркасске, где Карпенко-Карый отбывал ссылку. Помогала мужу в его работе. Перевела на украинский язык ряд произведений с итальянского, польского, французского и других языков. Была автором книг «Жизнь И. Тобилевича» (1945), «Корифеи украинского театра» (1947), «Мои дороги и встречи» (1957).
Умерла 7 октября 1953 года в Киеве, похоронена на Байковом кладбище.

### Семья
София Витальевна — вторая жена (с 1883 года) Ивана Карповича Тобилевича (Карпенко-Карого), у неё были дети:
- Мария Ивановна Тобилевич (в замужестве Кресан; 1883—1957),
- Назарий Иванович Тобилевич (1907—?).

## Память
- В 1958 году на улице Тургеневская, 81, где в 1915—1953 годах жила София Витальевна Тобилевич, была открыта мраморная мемориальная доска, на которой написано: «У цьому будинку з 1915 по 1953 рік жила письменниця і діяч українського театру Софія Віталіївна Тобілевич».[2] Архитектор — В. И. Шляховой, в 1984 году доска была заменена но новую из гранита.[3]
- В этом же доме находится комната-музей Софии Тобилевич.